# Mecze reprezentacji Polski w koszykówce kobiet prowadzonej przez Dariusza Maciejewskiego
Zestawienie meczów reprezentacji Polski w koszykówce kobiet prowadzonej przez Dariusza Maciejewskiego:

## Oficjalne mecze międzypaństwowe
| Nr | Przeciwnik | Miejsce      | Data             | Impreza                | Wynik (Polska-przeciwnik) | Raport |
| -- | ---------- | ------------ | ---------------- | ---------------------- | ------------------------- | ------ |
| 1  | Rosja      | Chimki       | 10 sierpnia 2010 | mecz towarzyski        | 55:65                     |        |
| 2  | Rosja      | Chimki       | 11 sierpnia 2010 | mecz towarzyski        | 41:78                     |        |
| 3  | Czechy     | Nymburk      | 17 sierpnia 2010 | mecz towarzyski        | 72:80                     |        |
| 4  | Czechy     | Nymburk      | 18 sierpnia 2010 | mecz towarzyski        | 68:95                     |        |
| 5  | Senegal    | Mondeville   | 28 sierpnia 2010 | turniej międzynarodowy | 56:47                     |        |
| 6  | Francja    | Mondeville   | 29 sierpnia 2010 | turniej międzynarodowy | 34:54                     |        |
| 7  | Brazylia   | Barueri      | 2 września 2010  | mecz towarzyski        | 59:77                     |        |
| 8  | Kuba       | Barueri      | 3 września 2010  | turniej międzynarodowy | 79:62                     |        |
| 9  | Brazylia   | Barueri      | 4 września 2010  | turniej międzynarodowy | 71:75                     |        |
| 10 | Węgry      | Szczyrk      | 12 maja 2011     | mecz towarzyski        | 69:70                     |        |
| 11 | Węgry      | Szczyrk      | 13 maja 2011     | mecz towarzyski        | 58:49                     |        |
| 12 | Ukraina    | Spała        | 21 maja 2011     | mecz towarzyski        | 81:83                     |        |
| 13 | Ukraina    | Spała        | 22 maja 2011     | mecz towarzyski        | 67:71                     |        |
| 14 | Czechy     | Karlowe Wary | 27 maja 2011     | turniej międzynarodowy | 51:48                     |        |
| 15 | Rosja      | Karlowe Wary | 28 maja 2011     | turniej międzynarodowy | 66:74                     |        |
| 16 | Łotwa      | Karlowe Wary | 29 maja 2011     | turniej międzynarodowy | 59:60 p.d.                |        |
| 17 | Litwa      | Szczyrk      | 10 czerwca 2011  | mecz towarzyski        | 61:65                     |        |
| 18 | Litwa      | Szczyrk      | 11 czerwca 2011  | mecz towarzyski        | 63:48                     |        |
| 19 | Czarnogóra | Katowice     | 18 czerwca 2011  | Mistrzostwa Europy     | 53:70                     |        |
| 20 | Niemcy     | Katowice     | 19 czerwca 2011  | Mistrzostwa Europy     | 75:60                     |        |
| 21 | Hiszpania  | Katowice     | 20 czerwca 2011  | Mistrzostwa Europy     | 63:78                     |        |
| 22 | Łotwa      | Katowice     | 22 czerwca 2011  | Mistrzostwa Europy     | 53:62                     |        |
| 23 | Chorwacja  | Katowice     | 24 czerwca 2011  | Mistrzostwa Europy     | 56:64                     |        |
| 24 | Francja    | Katowice     | 26 czerwca 2011  | Mistrzostwa Europy     | 54:58                     |        |

## Bilans meczów
|                 | zwycięstwa | porażki |
| ogółem          | 6          | 18      |
| dom             | 3          | 9       |
| wyjazd          | 1          | 7       |
| neutralny teren | 2          | 2       |

|                 | zdobyte | stracone |
| ogółem          | 1464    | 1593     |
| dom             | 753     | 778      |
| wyjazd          | 451     | 572      |
| neutralny teren | 260     | 243      |